# Джеймс Понд на смертельній мілині
«Джеймс Понд на смерте́льній мілині́» (англ. James Pond in the Deathly Shallows) — це відеогра-сайд-скролер 2011 року у жанрі платформера, яку розробила й видала студія HPN Associates. Назва гри відсилає до роману Джоан Ролінґ «Гаррі Поттер і смертельні реліквії» (англ. Harry Potter and the Deathly Hallows). Цей платформер є частиною серії відеоігор про антропоморфну рибу на ім'я Джеймс Понд, що працює таємним агентом і являє собою пародію на Джеймса Бонда. До виходу «Джеймса Понда на смертельній мілині» минуло вісімнадцять років з того часу, як було випущено останню відеогру з серії про Понда.

## Сприйняття
Відеогра одержала здебільшого негативні відгуки. Джим Стерлінґ із сайту Destructoid оцінив її на 1 бал з 10, зазначивши, що «розробники усвідомлюють те, що їхня гра є марнуванням часу, тому й незграбно наліпили на неї ім'я Джеймса Понда, аби привернути увагу прихильників». Стерлінґ поставив платформер на друге місце у списку найгірших відеоігор 2011 року.